# Kartowanie
Kartowanie – nanoszenie na podkład mapy topograficznej nowych szczegółów dotyczących wybranego tematu, na podstawie bezpośrednich obserwacji, pomiarów w terenie.